# Barrclashcame
Il Barrclashcame (gaelico irlandese: Barr Chlais Céim, "cima di Clais Ceim") è un monte irlandese situato nella parte meridionale del Mayo. La vetta si trova ad una quota di 772 m s.l.m. ed è la vetta più elevata delle Sheeffry Hills
Sulla cima della montagna è posto un cairn. La montagna domina il lago di Doo Lough che la separa dal Mweelrea e dal Ben Gorm. Seguendo la cresta si possono raggiungere le due cime di Storikeennageer e Tievummera. La montagna rientra nel territorio del villaggio di Clashcame.
Il sentiero principale consiste in un anello che parte e termina nel parcheggio sito lungo la R335 a meno di un km a Nord del lago di Doo Lough. Il percorso è lungo 16 km e consente di raggiungere anche il già citato Tievummera.